# Països Baixos a la Copa del Món de futbol
Aquest és el registre dels resultats dels Països Baixos a la Copa del Món. Els Països Baixos no han estat mai campions, encara que han jugat tres vegades la final: 1974, 1978 i 2010.

## Resum d'actuacions
Campions      Finalistes      Tercers      Quarts
Un requadre vermell indica que eren amfitrions del campionat.
| Historial a la Copa del Món | Historial a la Copa del Món | Historial a la Copa del Món | Historial a la Copa del Món | Historial a la Copa del Món | Historial a la Copa del Món | Historial a la Copa del Món | Historial a la Copa del Món | Historial a la Copa del Món |
| Edició                      | Ronda                       | Posició                     | PJ                          | PG                          | PE                          | PP                          | GF                          | GC                          |
| --------------------------- | --------------------------- | --------------------------- | --------------------------- | --------------------------- | --------------------------- | --------------------------- | --------------------------- | --------------------------- |
| 1930                        | No hi participà             | No hi participà             | No hi participà             | No hi participà             | No hi participà             | No hi participà             | No hi participà             | No hi participà             |
| 1934                        | Primera fase                | 9s                          | 1                           | 0                           | 0                           | 1                           | 2                           | 3                           |
| 1938                        | Primera fase                | 14s                         | 1                           | 0                           | 0                           | 1                           | 0                           | 3                           |
| 1950                        | No hi participà             | No hi participà             | No hi participà             | No hi participà             | No hi participà             | No hi participà             | No hi participà             | No hi participà             |
| 1954                        | No hi participà             | No hi participà             | No hi participà             | No hi participà             | No hi participà             | No hi participà             | No hi participà             | No hi participà             |
| 1958                        | No es classificà            | No es classificà            | No es classificà            | No es classificà            | No es classificà            | No es classificà            | No es classificà            | No es classificà            |
| 1962                        | No es classificà            | No es classificà            | No es classificà            | No es classificà            | No es classificà            | No es classificà            | No es classificà            | No es classificà            |
| 1966                        | No es classificà            | No es classificà            | No es classificà            | No es classificà            | No es classificà            | No es classificà            | No es classificà            | No es classificà            |
| 1970                        | No es classificà            | No es classificà            | No es classificà            | No es classificà            | No es classificà            | No es classificà            | No es classificà            | No es classificà            |
| 1974                        | Finalistes                  | 2s                          | 7                           | 5                           | 1                           | 1                           | 15                          | 3                           |
| 1978                        | Finalistes                  | 2s                          | 7                           | 3                           | 2                           | 2                           | 15                          | 10                          |
| 1982                        | No es classificà            | No es classificà            | No es classificà            | No es classificà            | No es classificà            | No es classificà            | No es classificà            | No es classificà            |
| 1986                        | No es classificà            | No es classificà            | No es classificà            | No es classificà            | No es classificà            | No es classificà            | No es classificà            | No es classificà            |
| 1990                        | Vuitens de final            | 15s                         | 4                           | 0                           | 3                           | 1                           | 3                           | 4                           |
| 1994                        | Quarts de final             | 7s                          | 5                           | 3                           | 0                           | 2                           | 8                           | 6                           |
| 1998                        | Quart lloc                  | 4s                          | 7                           | 3                           | 3                           | 1                           | 13                          | 7                           |
| 2002                        | No es classificà            | No es classificà            | No es classificà            | No es classificà            | No es classificà            | No es classificà            | No es classificà            | No es classificà            |
| 2006                        | Vuitens de final            | 11s                         | 4                           | 2                           | 1                           | 1                           | 3                           | 2                           |
| 2010                        | Finalistes                  | 2s                          | 7                           | 6                           | 0                           | 1                           | 12                          | 6                           |
| 2014                        | Tercer lloc                 | 3s                          | 7                           | 5                           | 2                           | 0                           | 15                          | 4                           |
| 2018                        | No es classificà            | No es classificà            | No es classificà            | No es classificà            | No es classificà            | No es classificà            | No es classificà            | No es classificà            |
| 2022                        | Quarts de final             | 5s                          | 5                           | 3                           | 2                           | 0                           | 10                          | 4                           |
| 2026                        | Pendent                     | Pendent                     | Pendent                     | Pendent                     | Pendent                     | Pendent                     | Pendent                     | Pendent                     |
| 2030                        | Pendent                     | Pendent                     | Pendent                     | Pendent                     | Pendent                     | Pendent                     | Pendent                     | Pendent                     |
| 2034                        | Pendent                     | Pendent                     | Pendent                     | Pendent                     | Pendent                     | Pendent                     | Pendent                     | Pendent                     |
| Total                       | Finalistes                  | Finalistes                  | 55                          | 30                          | 14                          | 11                          | 96                          | 52                          |

## Itàlia 1934

### Vuitens de final
| Suïssa                          | 3–2     | Països Baixos        |
| ------------------------------- | ------- | -------------------- |
| Kielholz 7', 43' · Abegglen 66' | Informe | Smit 29' · Vente 69' |

## França 1938

### Vuitens de final
| Txecoslovàquia                           | 3–0 (pr.) | Països Baixos |
| ---------------------------------------- | --------- | ------------- |
| Košťálek 93' · Zeman 111' · Nejedlý 118' | Informe   |               |

## Alemanya Occidental 1974

### Primera fase: Grup 3
| Pos | Equip         | PJ | PG | PE | PP | GF | GC | DG | Pts | Classificació           |
| --- | ------------- | -- | -- | -- | -- | -- | -- | -- | --- | ----------------------- |
| 1   | Països Baixos | 3  | 2  | 1  | 0  | 6  | 1  | +5 | 5   | Avança a la segona fase |
| 2   | Suècia        | 3  | 1  | 2  | 0  | 3  | 0  | +3 | 4   | Avança a la segona fase |
| 3   | Bulgària      | 3  | 0  | 2  | 1  | 2  | 5  | −3 | 2   |                         |
| 4   | Uruguai       | 3  | 0  | 1  | 2  | 1  | 6  | −5 | 1   |                         |

| Uruguai | 0–2     | Països Baixos |
| ------- | ------- | ------------- |
|         | Informe | Rep 7', 86'   |

| Països Baixos | 0–0     | Suècia |
| ------------- | ------- | ------ |
|               | Informe |        |

| Bulgària        | 1–4     | Països Baixos                                      |
| --------------- | ------- | -------------------------------------------------- |
| Krol 78' (p.p.) | Informe | Neeskens 5' (p.), 44' (p.) · Rep 71' · de Jong 88' |

### Segona fase: Grup A
| Pos | Equip             | PJ | PG | PE | PP | GF | GC | DG | Pts | Classificació                    |
| --- | ----------------- | -- | -- | -- | -- | -- | -- | -- | --- | -------------------------------- |
| 1   | Països Baixos     | 3  | 3  | 0  | 0  | 8  | 0  | +8 | 6   | Avança a la final                |
| 2   | Brasil            | 3  | 2  | 0  | 1  | 3  | 3  | 0  | 4   | Avança al partit pel tercer lloc |
| 3   | Alemanya Oriental | 3  | 0  | 1  | 2  | 1  | 4  | −3 | 1   |                                  |
| 4   | Argentina         | 3  | 0  | 1  | 2  | 2  | 7  | −5 | 1   |                                  |

| Països Baixos                        | 4–0     | Argentina |
| ------------------------------------ | ------- | --------- |
| Cruyff 11', 90' · Krol 25' · Rep 73' | Informe |           |

| Alemanya Oriental | 0–2     | Països Baixos                 |
| ----------------- | ------- | ----------------------------- |
|                   | Informe | Neeskens 7' · Rensenbrink 59' |

| Països Baixos             | 2–0     | Brasil |
| ------------------------- | ------- | ------ |
| Neeskens 50' · Cruyff 65' | Informe |        |

### Final
| Països Baixos    | 1–2     | Alemanya Occidental            |
| ---------------- | ------- | ------------------------------ |
| Neeskens 2' (p.) | Informe | Breitner 25' (p.) · Müller 43' |

## Argentina 1978

### Primera fase: Grup 4
| Pos | Equip         | PJ | PG | PE | PP | GF | GC | DG | Pts | Classificació           |
| --- | ------------- | -- | -- | -- | -- | -- | -- | -- | --- | ----------------------- |
| 1   | Perú          | 3  | 2  | 1  | 0  | 7  | 2  | +5 | 5   | Avança a la segona fase |
| 2   | Països Baixos | 3  | 1  | 1  | 1  | 5  | 3  | +2 | 3   | Avança a la segona fase |
| 3   | Escòcia       | 3  | 1  | 1  | 1  | 5  | 6  | −1 | 3   |                         |
| 4   | Iran          | 3  | 0  | 1  | 2  | 2  | 8  | −6 | 1   |                         |

| Països Baixos                       | 3–0     | Iran |
| ----------------------------------- | ------- | ---- |
| Rensenbrink 40' (p.), 62', 78' (p.) | Informe |      |

| Països Baixos | 0–0     | Perú |
| ------------- | ------- | ---- |
|               | Informe |      |

| Escòcia                                 | 3–2     | Països Baixos                  |
| --------------------------------------- | ------- | ------------------------------ |
| Dalglish 44' · A. Gemmill 46' (p.), 68' | Informe | Rensenbrink 34' (p.) · Rep 71' |

### Segona fase: Grup A
| Pos | Equip               | PJ | PG | PE | PP | GF | GC | DG | Pts | Classificació                    |
| --- | ------------------- | -- | -- | -- | -- | -- | -- | -- | --- | -------------------------------- |
| 1   | Països Baixos       | 3  | 2  | 1  | 0  | 9  | 4  | +5 | 5   | Avança a la final                |
| 2   | Itàlia              | 3  | 1  | 1  | 1  | 2  | 2  | 0  | 3   | Avança al partit pel tercer lloc |
| 3   | Alemanya Occidental | 3  | 0  | 2  | 1  | 4  | 5  | −1 | 2   |                                  |
| 4   | Àustria             | 3  | 1  | 0  | 2  | 4  | 8  | −4 | 2   |                                  |

| Àustria       | 1–5     | Països Baixos                                                            |
| ------------- | ------- | ------------------------------------------------------------------------ |
| Obermayer 80' | Informe | Brandts 6' · Rensenbrink 35' (p.) · Rep 36', 53' · W. van de Kerkhof 82' |

| Països Baixos                    | 2–2     | Alemanya Occidental          |
| -------------------------------- | ------- | ---------------------------- |
| Haan 27' · R. van de Kerkhof 82' | Informe | Abramczik 3' · D. Müller 70' |

| Itàlia             | 1–2     | Països Baixos          |
| ------------------ | ------- | ---------------------- |
| Brandts 19' (p.p.) | Informe | Brandts 49' · Haan 76' |

### Final
| Argentina                       | 3–1 (pr.) | Països Baixos |
| ------------------------------- | --------- | ------------- |
| Kempes 38', 105' · Bertoni 115' | Informe   | Nanninga 82'  |